# Hogna carolinensis
Hogna carolinensis este o specie de păianjeni din genul Hogna, familia Lycosidae. A fost descrisă pentru prima dată de Walckenaer, 1805. Conform Catalogue of Life specia Hogna carolinensis nu are subspecii cunoscute.